# Boris Garafulic Litvak
Boris Garafulic Litvak (Santiago de Chile, 11 de julio de 1963) es un piloto profesional de automóviles, e ingeniero comercial, destacado por participar en pruebas de rally raid, tales como el Rally Dakar. Es hijo de otro destacado automovilista chileno: Boris Garafulic Stipicic, de quien nace su interés por este deporte. En paralelo, es también director y socio fundador de la empresa financiera Vision Advisors.

## Resultados

### Rally Dakar
| Año     | Categoría | Vehículo | Posición | Etapas |
| ------- | --------- | -------- | -------- | ------ |
| 2011    | Coches    | Nissan   | Ret.     | -      |
| 2012    | Coches    | BMW      | 11.º     | -      |
| 2013    | Coches    | Mini     | 12.º     | -      |
| 2014    | Coches    | Mini     | 11.º     | -      |
| 2015    | Coches    | Mini     | 12.º     | -      |
| 2016    | Coches    | Mini     | 23.º     | -      |
| 2017    | Coches    | Mini     | Ret.     | -      |
| 2018    | Coches    | Mini     | 13.º     | -      |
| 2019    | Coches    | Mini     | 8.º      | -      |
| Fuente: |           |          |          |        |

### Otras competiciones
- 2017: 3.º en Baja Portalegre 500.
- 2013: 4.º en Rally de Marruecos.
- 2012: 4.º en Rally de Marruecos.
- 2012: 3.º en el Dakar Series Desafío Litoral.
- 2011: 3.º en Rally de Marruecos.